# USB Killer

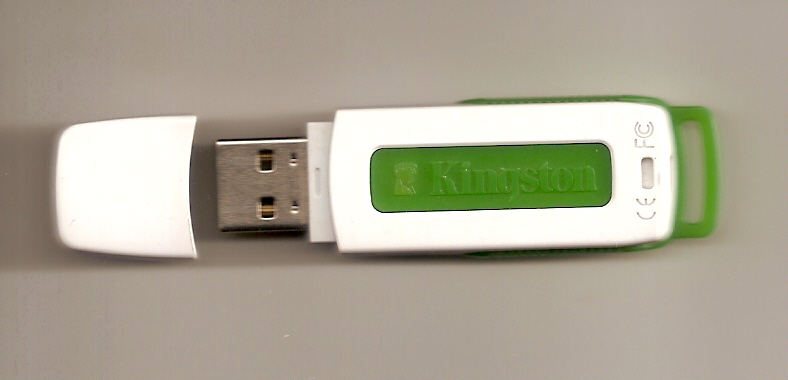
La carte mère d'une clé USB peut être retirée et remplacée par un USB Killer.

USB Killer est un dispositif, ressemblant à une clé USB, qui détruit les composants physiques de n'importe quel appareil auquel il est connecté. Il a été conçu pour tester la résistance de composants informatiques aux surcharges électriques.

## Fonctionnement
L'USB Killer est alimenté directement par le port USB auquel il est branché. Il emmagasine de l'énergie dans ses condensateurs jusqu'à ce qu'ils atteignent une haute tension, puis il rejette du courant à haute tension dans l'appareil auquel il est connecté. 

## Historique
L'appareil a été conçu pour tester la capacité des composants à se protéger des surtensions. Cependant, l'appareil n'a pas suscité beaucoup d'intérêt. Le dispositif a été élaboré par une équipe de sécurité matérielle de Hong Kong à destination des administrateurs système afin de vérifier la résistance des appareils aux vulnérabilités découvertes par l'équipe. Selon eux, Apple est le seul constructeur qui protège les appareils contre les attaques de surtension USB. D'autres sources indiquent que le dispositif a été élaboré par un chercheur en informatique russe connu sous le nom de « Dark Purple ». Le plus souvent, l'appareil est mentionné dans les articles avertissant les lecteurs de ne pas brancher des périphériques USB inconnus.
Il en existe différents modèles, le dernier en date étant l'USB Killer v4.

## Méthode de défense
Un des auteurs croit que le nouveau protocole d'authentification cryptographiques pour USB-C annoncé par l'USB Implementers Forum permettrait de protéger les utilisateurs de ce dispositif. Les développeurs de l'USB Killer pensent que l'ajout d'un optocoupleur (rupture du contact galvanique) permettrait de protéger l'appareil de ce type de surtension.

## Utilisation malveillante
En 2019, un ancien étudiant de l'université College of St Rose à New York l'a utilisée pour détruire soixante-six ordinateurs de l'université, causant un dommage financier de 58 471 USD.